# Phare de Punta Mulas
Le phare de Punta Mulas (en anglais : Punta Mulas Lighthouse) est un phare actif situé sur Punta Mulas (ceb) sur l'île de Vieques, à Porto Rico. Il est géré par l'United States Coast Guard.
Il est référencé dans le registre national des lieux historiques sous la tutelle du Gouvernement fédéral des États-Unis depuis le 17 novembre 1977.

## Histoire
Il a été allumé pour la première fois en 1896 et automatisé en 1949. Le phare de Punta Mulas était le deuxième phare construit à Vieques après le phare de Puerto Ferro. La lumière a été établie pour guider le trafic maritime à travers le passage dangereux formé par une chaîne de récifs. C'était d'une importance capitale pour la navigation dans le passage de San Juan. Il est situé à l'est de l'entrée du port d'Isabel Segunda, au nord de l'île de Vieques.
En 1992, le phare a été restauré à l'occasion du 500e anniversaire du premier voyage de Christophe Colomb en Amérique. La station abrite un musée présentant l'histoire maritime de Vieques et des Amériques, ainsi que d'autres expositions historiques.

## Description
Le phare  est une tour octogonale en brique , avec une galerie et une lanterne de 10 m de haut, adossée à une maison de gardien d'un étage. La tour est peinte en crème et la lanterne est noire. Son feu à occultations émet, à une hauteur focale de 21 m, un éclat rouge de 3 secondes par période de 4 secondes. Sa portée est de 7 milles nautiques (environ 13 km).

## Caractéristique dufeu maritime
Fréquence : 4 secondes (R)
- Lumière : 3 secondes
- Obscurité : 1 seconde

Identifiant : ARLHS : PUR-015 ; USCG : 3-31530 - Amirauté : J5592 - NGA : 110-14497 .